# Autopista Valencia - Puerto Cabello
La Autopista Valencia - Puerto Cabello es el tramo vial que comunica a la ciudad de Valencia (capital del Estado Carabobo) y el principal puerto del país, Puerto Cabello. Pertenece al eje vial nacional Troncal 1, que parte desde Caracas y culmina en la ciudad de San Cristóbal en el Estado Táchira, al occidente del país. Por lo tanto, comunica Puerto Cabello con la capital y es el enlace por autopista con el resto del país.

## Historia
La autopista se construyó como alternativa a la Carretera La Entrada, importante obra en el período del presidente Raúl Leoni. 
La Carretera de La Entrada, por estar situada en una zona muy alta, húmeda y con terreno inestable, ya no era la más apta para comunicar al puerto con el país, por lo tanto se planteó la Autopista, que al principio fue conocida como la "Autopista del Norte", que era la continuación de la llamada "Autopista del Este". 
Hacia 1985 se planteó la construcción de la "Variante Yagua-San Diego" obra del presidente Jaime Lusinchi y del Gobernador de Carabobo Profesor Oscar Celli. 
La autopista está enmarcada por la topografía montañosa y el Valle del río Aguas Calientes y La Entrada, pueblo del municipio Naguanagua, al norte del área metropolitana de Valencia. Une varios sitios de interés turístico e histórico, y empalma en varios puntos con la ahora Carretera Vieja La Entrada - El Palito.
Debido a lo anterior, la Autopista, a diferencia de otras vías de la Troncal 1, tuvo una manera diferente de construcción para poder aguantar el alto tráfico, las condiciones climáticas y del suelo y peso de los vehículos de carga que utilizarían la vía. A la falda de a montaña se le hizo una excavación de 4 dm de profundidad, donde se tendió losetas de concreto armado de 35 cm de profundidad, 20 m de largo y 5 de ancho. El concreto era vaciado in situ y cada loseta a lo ancho hacía uno de los carriles de la autopista. Así, se procedía a asfaltar y a pintar el rayado.
A pesar de haberse utilizado alta ingeniería de la época para construir la Autopista, esta no ha logrado sobrevivir a la inestabilidad del terreno, pues es víctima de constantes derrumbes y deslaves en las épocas de lluvia.
Para mediados del año 2010, y debido al deterioro de la vía por las condiciones del terreno y del clima de la zona, se reconstruyó parte de la Autopista, desde el Distribuidor Trincheras hasta el Distribuidor El Cambur.

## Recorrido
Su recorrido es algo extenso, con sus 50 km aproximados de vialidad. Tiene como punto de origen el Distribuidor Bárbula, en el km 165 de la Troncal 1 (tramo Autopista del Este) y km 15 de la Variante Yagua - San Diego. Tiene como punto final el Distribuidor Taborda, en la salida del Pueblo de El Palito, a los 200 km de la Troncal 1, donde continúa:
- Al oeste: continuación de la Troncal 1, como la Autopista Puerto Cabello - Morón hasta el Distribuidor Morón y continúa a San Felipe y un ramal hacia Tucacas.
- Al este: como la Avenida La Paz (Circunvalación del Mar).

Pasa por las siguientes poblaciones:
- Campus Bárbula de la Universidad de Carabobo (Dist. Bárbula)
- Municipio Naguanagua (Puente Bárbula)
- La Entrada (Dist. Girardot)
- Las Trincheras (Dist. Trincheras)
- El Cambur (Dist. El Cambur)
- El Palito
- Puerto Cabello (Dist. Taborda)

## Otros datos
Debido al Decreto Presidencial de Centralización de Vías Troncales, Puertos y Aeropuertos, la vía es mantenida por el Ministerio del Poder Popular para el Transporte y Comunicaciones.